# اولیور بلمونت
الیور هزرد پری بلمونت (Oliver Hazard Perry Belmont) (زادهٔ ۱۲ نوامبر ۱۸۵۸ – درگذشتهٔ ۱۰ ژوئن ۱۹۰۸) معاشر و نماینده آمریکایی، از ایالت نیویورک و از اعضای مؤسسهٔ بانکی آگوست بلمونت و شرکا در شهر نیویورک و ناشر هفته‌نامه‌ای به نام وِردیکت بود.

## اوایل زندگی
بلمونت در ۱۲ نوامبر ۱۸۵۸ در نیویورک سیتی، ایالت نیویورک چشم به جهان گشود. پدرش، آگوست بلمونت، یهودی و از اهالی هسن بود که در سال ۱۸۳۷ به عنوان گماشتهٔ خانوادهٔ روتشیلد به ایالات متحده آمد و ثروت هنگفتی به دست آورد (قدیمی‌ترین مسابقهٔ اسب‌دوانی سه‌گانه به نام بلمونت استیک، به احترام آگوست بلمونت نام‌گذاری شده‌است). مادرش، کارولین اسلایدل (با نام دوشیزگی پری)، دختر ناخدا متیو کالبریت پری بود که به خاطر فرماندهی سفر دریایی به ژاپن، در سال‌های ۱۸۵۳–۵۴، شهرت داشت. عموی مادرش، ناخدا الیور هزرد پری و همنام او، قهرمان نبرد لیک ایری در سال ۱۸۱۳ بود.
بلمونت در مدرسهٔ سنت پل در کنکورد، نیوهمپشایر تحصیل کرد. او در سال ۱۸۷۴، در ۱۴ سالگی وارد آکادمی نیروی دریایی ایالات متحده شده و با یک سال تأخیر و تقریباً با پایین‌ترین نمره، در ژوئن ۱۸۸۰ فارغ‌التحصیل شد. او با عنوان ناوآموز به مدت یک سال خدمت کرد، و در ژوئن ۱۸۸۱، زمانی که در حال خدمت در کشتی یواس‌اس ترنتون بود، با عنوان دانشجوی ناوآموز از خدمت کناره‌گیری کرد.

## حرفه
بلمونت یکی از اعضای مؤسسهٔ بانکی آگوست بلمونت و شرکا در نیویورک سیتی بود. او ناشر هفته‌نامه‌ای به نام وردیکت شد.
بلمونت در سال ۱۹۰۰، به عنوان نماینده در کنگرهٔ ملی دموکرات‌ها خدمت کرد. او به عنوان نمایندهٔ دموکرات‌ها از حوزهٔ سیزدهم نیویورک در پنجاه و هفتمین کنگره انتخاب شد و از ۴ مارس ۱۹۰۱ تا ۳ مارس ۱۹۰۳ فعالیت کرد. او برای انتصاب مجدد در سال ۱۹۰۲، کاندیدا نبود.

### عمارت بلکورت
الیور با مرگ پدرش در سال ۱۸۹۰، صاحب ارثیهٔ هنگفتی شد. او در آن زمان، فردی مجرد بود و تصمیم گرفت خانه‌ای تابستانی در نیوپورت بسازد. ریچارد موریس هانت، معمار عمارت الیور با نام بلکورت بود. بلمونت این عمارت را آنطور که دوست داشت، طراحی کرد. هانت نسبت به طراحی این عمارت دودل بود، اما با توجه به اصول کاری خود، متوجه بود که این مشتری است که پول خرج می‌کند. کل طبقهٔ همکف شامل تعداد زیادی اصطبل برای اسب‌های ارزشمند بلمونت بود. اتاق‌های مجلل و به سبک گوتیک این عمارت با پنجره‌های شیشه‌رنگی عظیم، با نشان خانوادگی بلمونت آراسته شده بودند.

### عضویت
بلمونت یکی از نخستین اعضای انجمن The Lambs بود که در سال ۱۸۸۷ به عضویت آن درآمد. او یکی از بنیان‌گذاران انجمن پسران انقلابی رود آیلند در سال ۱۸۹۶ بود. از آنجاییکه بلمونت از تبار کاپیتان کریستوفر ریموند پری بود، فردی که در انقلاب آمریکا خدمت کرده بود، شرایط لازم برای عضویت در این انجمن را داشت.

## زندگی شخصی
الیور در سال ۱۸۸۲، بدون رضایت والدینش، به سارا سوان وایتینگ، دختری محبوب و زیبا در جامعهٔ آن زمان، پیشنهاد ازدواج داد. والدینش، آگوست و کارولین بلمونت، با این نامزدی مخالفت کردند، زیرا عقیده داشتند که الیور به‌خاطر قمار و عیاشی‌اش، هنوز برای ازدواج به بلوغ نرسیده‌است. از این رو، الیور به برمن، آلمان فرستاده شد تا تجارت بانکداری را از خانوادهٔ روتچایلد، جاییکه پدرش آموزش دیده بود، بی‌آموزد. الیور، عیاش و بی بند و بار شد و تمایل شدیدی به مشروب ابسنت پیدا کرد. زمانی که مادرش متوجه انحطاط او شد، با ازدواجش موافقت کرد. الیور بلمونت در ۲۷ دسامبر ۱۸۸۲، با سارا سوان وایتینگ در نیوپورت، رود آیلند و در منزل خانوادگی سارا با نام «سوان‌هرست» ازدواج کرد.
آنها برای ماه عسل به پاریس رفتند و چند هفتهٔ بعد، مادر سارا و دو خواهر بزرگترش به آنها پیوستند. الیور که در ابتدا با این دیدار موافقت کرده بود، از این وضعیت ناخشنود شد. او برای فرار از این وضعیت مدام به قمارخانه‌ها و فاحشه‌خانه‌ها می‌رفت و مشروب ابسنت می‌نوشید. شخصیتش تحت تأثیر ابسنت تغییر کرد. و پس از مشاجره‌ای شدید و توهین‌آمیز با همسرش، او را وحشت‌زده رها کرد. الیور همسرش را در پاریس رها کرد و کمی بعد در بوردو و در حال سفر با رقصنده‌ای فرانسوی دیده شد. سارا، خجالت‌زده و با دلی شکسته، به همراه خانواده‌اش به آمریکا بازگشت. در آوریل، سارا متوجه شد که باردار است؛ اما آن دو طلاق گرفتند و الیور از دیدن فرزندش منع شد. ناتیکا کارولین بلمونت (زادهٔ ۱۸۸۳- درگذشتهٔ ۱۹۰۸) در ۵ سپتامبر ۱۸۸۳ به‌دنیا آمد. الیور، کودک را به رسمیت نشناخت و ادعا کرد که او دخترش و وارث بلمونت نیست. سارا دوباره ازدواج کرد و ناتیکا توسط ناپدری خود، معاون سابق دبیر ایالت، جورج لاکهارت رایوز به فرزندخواندگی پذیرفته شد و نام خانوادگی او را برگزید. ناتیکا به یکی از افراد سرشناس نیویورک تبدیل شد. در سال ۱۹۰۷، ناتیکا با ویلیامز پرادفوت بردن، برادر جیمز ابرکرومبی بردن جونیور ازدواج کرد.
بلمونت در ۱۱ ژانویه ۱۸۹۶، با آلوا واندربیلت، همسر سابق دوستش، ویلیام کی واندربیلت ازدواج کرد. او از اواخر دههٔ ۱۸۸۰ با خانوادهٔ واندربیلت دوست بوده‌است. الیور دست کم، در دو سفر دریایی بلندمدت، خانوادهٔ واندربیلت را در کشتی‌شان به نام آلوا همراهی کرده بود. محققان نوشته‌اند که به نظر می‌رسد برای افراد بسیاری بدیهی بوده‌است که الیور و آلوا پس از بازگشت از یکی از این سفرها در سال ۱۸۸۹، مجذوب یکدیگر شده بودند. آلوا پس از مرگ الیور، درگیر جنبش حق رأی زنان شد.

### وفات
الیور بلمونت در ۱۰ ژوئن ۱۹۰۸ در ملک بروکهولت در دهکدهٔ ایست میدو، نیویورک، بر اثر آپاندیس درگذشت. او در گورستان وودلون در برانکس به خاک سپرده شد. آرامگاه او که توسط ریچارد موریس هانت طراحی شد، دقیقاً شبیه به کلیسای سنت هوبرت در قلعهٔ دامبوز در فرانسه و شامل مجموعه‌ای از پنجره‌های شیشه‌ای نقاشی شده با الهام از سبک رنسانس است که توسط هنرمند هلن میتلند آرمسترانگ طراحی شده‌است. همسر دومش، آلوا بلمونت، پس از مرگش در سال ۱۹۳۳ در کنار او به خاک سپرده شد.